# Order Niebieskiego Smoka
Order Niebieskiego Smoka – chiński order istniejący w końcowym okresie rządów dynastii Qing, odnowiony przez Puyi w marionetkowym państwie Mandżukuo.
Ustanowiony wraz z kilkoma innymi orderami 20 marca 1911 przez regenta Zaifenga w imieniu małoletniego cesarza Puyi. Dzielił się na osiem klas. Przyznawany za szczególne zasługi bądź za wyróżniającą się służbę państwową.